# Satellitgalax

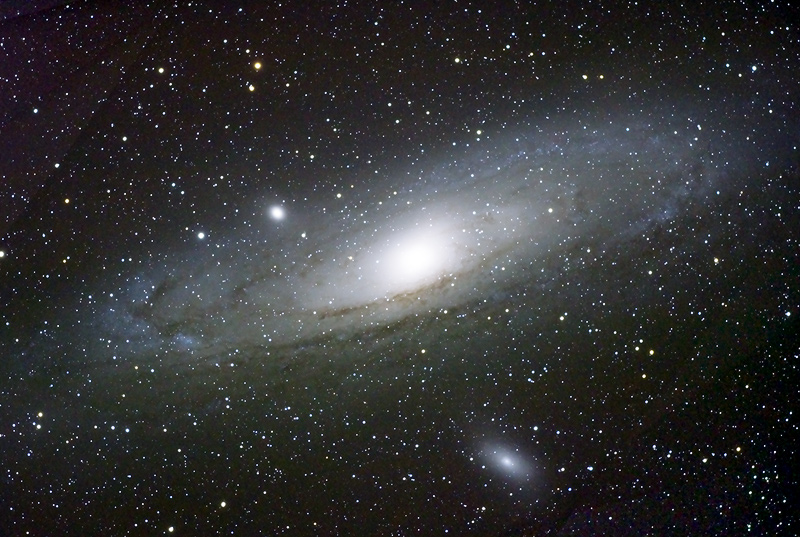
Andromedagalaxen samt satellitgalaxerna M32 och M110.

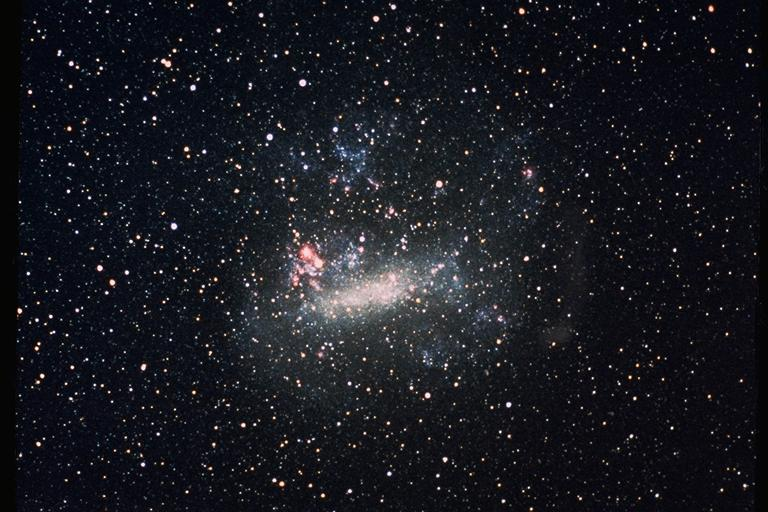
Stora magellanska molnet är den fjärde största satellitgalaxen i Lokala gruppen.

En satellitgalax är en galax som kretsar runt en större galax på grund av den gravitationella attraktionen. Trots att en galax utgörs av ett stort antal objekt (så som stjärnor, nebulosor och planeter), vilket representerar ett viktgenomsnitt (genom massa) av positionerna för varje objekt. Även inom en satellitgalax roterar dess stjärnor kring dess centrum.
I några galaxer som kretsar runt varandra är den ena betydligt större än den andra, den större är huvudgalaxen och den mindre är satelliten. Om två galaxer är av ungefär samma storlek, säger man att de bildar ett dubbelsystem.
Galaxer som möter varandra från olika håll kan kollidera, smälta samman, riva varandra itu, eller överföra några av dess medlemmar. I dessa situationer, kan det vara svårt att tala om var en galax slutar och den andra börjar. Kollisioner mellan galaxer behöver inte involvera kollisioner mellan objekt från den ena galaxen och objekt från den andra, eftersom de till största delen består av tomrum.
Vintergatans största satellitgalax är Stora magellanska molnet.

### Fotnoter
1. ↑  ”Satellite Galaxies”. mpg.de. Arkiverad från originalet den 1 november 2013. https://web.archive.org/web/20131101131554/http://www.mpa-garching.mpg.de/~lsales/SatelliteGalaxies.html. Läst 17 augusti 2013.
2. ↑  ”What Is a Satellite Galaxy?” (på engelska). NASA Spaceplace. http://spaceplace.nasa.gov/satellite-galaxies/en/. Läst 10 april 2016.
3. ↑  ”Our Galaxy and its Satellites Link for sharing this page on Facebook” (på engelska). Cseligman. http://cseligman.com/text/galaxies/milkyway.htm. Läst 8 april 2016.